# Serge Le Dizet
Serge Le Dizet, né le 27 juin 1964 à Douarnenez (Finistère), est un footballeur professionnel français, qui évoluait au poste d'arrière latéral. Il évolue avec le Stade Quimpérois, le Stade rennais, avec lequel il remporte un titre de champion de France de Division 2, et le FC Nantes, remportant le championnat de France en 1994-1995. Il est aujourd'hui entraîneur professionnel.
Il a été nommé le 7 juin 2011 entraîneur-adjoint d'Angers SCO.
Formateur et entraîneur, il a dirigé le FC Nantes et fait partie du comité de sélection de l’Équipe de Bretagne de football (BFA).

## Sa carrière de footballeur professionnel
Arrière latéral, Serge Le Dizet n’aura connu que des clubs bretons en tant que joueur professionnel : le Stade quimpérois, le Stade rennais de 1987 à 1992 et le FC Nantes de 1993 à 1998, date à laquelle il arrêtera sa carrière. Au Stade rennais, il connaîtra la Ligue 2 puis l’accession en Ligue 1 en 1988. Puis, lassé de ce que le club qualifie lui-même de « période instable », il rejoindra le FC Nantes sous la houlette de Jean-Claude Suaudeau.
Il connaît ses plus grands succès au FC Nantes, en devenant notamment champion de France puis demi-finaliste de la Ligue des champions durant la saison 1995-1996, s’inclinant de justesse contre la Juventus.

## Sa carrière d'entraîneur

### Ses débuts comme entraîneur
Après avoir arrêté sa carrière de joueur sur un match nul entre la Bretagne et le Cameroun (match de préparation à la Coupe du monde 1998), il entame une reconversion comme entraîneur et est chargé de la formation au FC Nantes. Il a notamment remporté la Coupe Gambardella avec les équipes de jeunes en 2002.

### À la tête de l'équipe professionnelle du FC Nantes
Après un bref passage à la tête de l'équipe réserve du FC Nantes, il est nommé entraîneur de l'équipe professionnelle en remplacement de Loïc Amisse, le 2 janvier 2005. Le FC Nantes est alors 17e, aux portes de la zone de relégation. Serge Le Dizet contribue à sauver le FC Nantes de la relégation, lors de la dernière journée grâce à une victoire 1-0 face à Metz. Serge Le Dizet est licencié le 20 septembre 2006 après une nouvelle défaite à domicile face à Toulouse. Il est remplacé par Georges Eo.

### Passage par le football amateur
En novembre 2007, il s'engage avec le Dubaï SC pour une mission temporaire. Revenu en Europe, il dirige l’équipe de Bretagne de football (BFA) contre le Congo Brazzaville.
Il est titulaire du DEPF (lui permettant d'entraîner en Ligue 1) et du CF (qui l'autorise à diriger des centres de formation). Il choisit en dépit de propositions à un plus haut niveau de rester en Bretagne et signe à l'US Concarneau (CFA2) le 27 mai 2008. Il amène ce club jusqu’aux 32e de finale de la Coupe de France et à la cinquième place de son groupe au terme de la saison 2008-09.
Il quitte le club en raison de dissensions entre dirigeants du club.

### Saison 2009-2010: le retour au professionnalisme
Serge Le Dizet devient, à partir du 9 juin 2009 l'adjoint de Laurent Guyot à la tête de l'équipe professionnelle de l'US Boulogne, nouveau promu en ligue 1,,.
Le 27 décembre 2010, il est mis fin aux fonctions de Laurent Guyot. Par fidélité, Serge Le Dizet demande qu'il en soit de même pour lui.
Le 7 juin 2011, il est nommé entraîneur-adjoint à Angers SCO,, qu’il quittera dix ans plus tard, le 23 mai 2021, aux côtés de Stéphane Moulin et du reste du staff comme Patrice Sauvaget, Benoît Pickeu ou encore Arnauld Lucas.
Le 4 juin 2021, il est nommé entraîneur-adjoint au SM Caen.

## Carrière de joueur

### Clubs
- 1971-1981 : Stella Maris Douarnenez
- 1981-1982 : Stade quimpérois
- 1982-1985 : Stade rennais
- 1985-1987 : Stade quimpérois
- 1987-1992 : Stade rennais
- 1992-1998 : FC Nantes

### Palmarès
- Champion de France en 1995 avec Nantes
- Champion de France de Division 2 en 1983 avec Rennes
- Finaliste de la Coupe de France en 1993 avec Nantes
- International France A'.
- Équipe de Bretagne : 1 sélection (Bretagne-Cameroun, 21 mai 1998 à Rennes)

## Carrière d'entraîneur

### Clubs
- 1998 - 2002 : FC Nantes (moins de 18 ans)
- 2002 - 2003 : FC Nantes (responsable centre de formation)
- 2003 - janvier 2005 : FC Nantes (équipe réserve et responsable centre de formation)
- janvier 2005 - septembre 2006 : FC Nantes (équipe première)
- 2007 - 2008 : Dubaï Club ( Émirats arabes unis)
- 2008 - 2009 : US Concarneau
- 2009 - 2011 : US Boulogne (Entraîneur-adjoint)
- 2011 - 2021 : Angers SCO (Entraîneur-adjoint)
- 2021 - : SM Caen (Entraîneur-adjoint)

### Palmarès
- 2002 : vainqueur de la coupe Gambardella
- 2000 / 2008 : sélectionneur de l'Équipe de Bretagne